# Un tataie de coșmar
Un tataie de coșmar (în engleză The War with Grandpa, cu sensul de Război cu bunicul) este un film american de comedie de familie din 2020, regizat de Tim Hill, după un scenariu de Tom J. Astle și Matt Ember, bazat pe un roman omonim de Robert Kimmel Smith. Filmul prezintă un război al farselor între un nepot, Peter (Oakes Fegley), și bunicul său (Robert De Niro) care i-a ocupat camera. În alte roluri interpretează actorii Uma Thurman, Rob Riggle, Laura Marano, Cheech Marin, Jane Seymour și Christopher Walken.
Filmat inițial în mai 2017, premiera a fost amânată de mai multe ori din cauza post-producției și a închiderii companiei The Weinstein, distribuitorul original. Filmul a fost în cele din urmă lansat în cinematografe în Statele Unite ale Americii la 9 octombrie 2020 de studiourile 101 și Brookdale, precum și în străinătate din august 2020 de Brookdale. A avut, în general, recenzii negative din partea criticilor și a încasat 43 de milioane de dolari americani în întreaga lume, la un buget de producție de 38 de milioane de dolari americani.

## Rezumat
După ce a furat din greșeală dintr-un magazin alimentar, din cauza problemelor cu casa automată pentru plată, și a provocat o scenă cu managerul magazinului, Ed Marino, proaspăt văduv, este vizitat de fiica sa, Sally Marino-Decker, care vrea să se mute cu familia ei. Ed însă nu vrea să-și părăsească casa pentru că a construit-o singur. Sally îl convinge pe Ed să se mute cu ea și îl mută în dormitorul fiului ei, Peter. 
Peter nu este încântat că mama sa i-a dat camera bunicului său și a fost mutat în pod. Ed este întâmpinat de soțul lui Sally, Arthur, și de cele două fiice, Mia și Jenny. În prima zi, Ed își petrece cea mai mare parte a timpului în noua sa cameră, stând pe scaun și privind în sus, în timp ce încă se gândește la răposata lui soție.
Peter le spune apoi prietenilor săi Billy, Steve și Emma despre bunicul care s-a mutat cu familia și stă în camera lui. După o primă noapte mizerabilă în noua sa cameră, Peter decide să-i declare război. Ed este de acord, atâta timp cât respectă regulile de luptă: nu pot deteriora bunurile altor persoane și nu pot spune familiei despre înțelegerea lor. Peter îi face o serie de farse, inclusiv înlocuirea cremei de ras a lui Ed cu spumă cu uscare rapidă și deteriorarea picupului. Ed îi răspunde lui Peter cu alte farse, inclusiv înlăturarea tuturor șuruburilor din mobilierul lui Peter și rescrierea temei sale pe care o citește forțat la școală spre hazul clasei. Ed caută idei noi cu prietenii săi Danny și Jerry. Între timpul, Ed începe să petreacă mai mult timp cu nepoatele și ginerele și învață cum să folosească tehnologia modernă, cum ar fi casele automate de plată și aplicațiile.
Sally află că Mia se întâlnește cu un băiat pe nume Russell, de care nu-i place. Ed îi invită pe Jerry, Danny și o angajată a magazinului pe nume Diane, cu care Ed s-a împrietenit pentru a juca dodgeball⁠(d) împotriva lui Peter și a prietenilor săi. Copiii câștigă primul tur, dar Ed și echipa sa reușesc să-i învingă în turul al doilea. Cu toate acestea, în timpul rundei a treia, maxilarul lui Danny este accidentat, iar jocul este declarat egal. După aceea, Peter apasă butonul lui Ed pentru apeluri de urgență și este luat pe sus de paramedici. Mai târziu, Ed îl ia pe Peter de la școală pentru a se duce împreună la pescuit. Cei doi descoperă că este ilegal să pescuiască acolo. Ed îl duce apoi pe Peter la vechea lui casă și îi explică că a lăsat secrete ascunse în pereți.
Ed află că Peter a fost agresat la școală, așa că el, Danny și Jerry îl aruncă pe bătăușul din clasa a VIII-a într-un tomberon. La petrecerea de naștere a lui Jenny care are ca temă Crăciunul, Peter își ține promisiunea că nu va face nicio farsă. Peter pregătește un scaun ejectabil pentru Ed, care ar fi trebuit să joace rolul lui Moș Crăciun la petrecere. Din păcate, o schimbare de ultimă oră face ca Jerry să fie îmbrăcat ca Moș Crăciun. Pe tot parcursul petrecerii, Peter și Ed sunt rugați să ajute cu organizarea. În schimb, ei continuă să-și facă farse unul celuilalt, inclusiv stropindu-se cu sticle unul pe celălalt, iar Peter conectează cablul la instalația luminoasă în timp ce Ed le verifică, curentându-l pe Ed. Ca urmare a demersurilor lor, din neatenție, ceilalți află despre războiul lor. Jerry este aruncat de pe scaun, ceea ce duce la daune materiale suplimentare și răni la mai mulți oaspeți. În acest timp, bradul cade pe grătar și un copac uscat cade pe casă, găurind zidul de la etaj unde se află camera Miei, dezvăluind întâlnirea secretă acolo a Miei cu Russell. Când îl salvează pe Peter de copacul uscat care se prăbușește, Ed este rănit și dus la spital.
Drept pedeapsă, Arthur și Sally îi pun pe Peter și Mia sub „arest de muncă” timp de șase luni. Russell apare; Sally pare inițial supărată pe el, dar în schimb îl salută și-l cheamă și pe el să ajute la reparații. Sally merge să-l ia pe Ed de la spital, dar află că deja s-a externat și șoferul său de Lyft⁠(d), Chuck, l-a dus în vechea lui casă. Peter decide să facă schimbări și îl roagă pe Ed să se mute înapoi cu familia. Cei doi se împacă în cele din urmă, în timp ce Sally ascultă.
Pe măsură ce timpul trece, Ed și Peter par să se înțeleagă în sfârșit până când Ed pleacă într-o zi pentru a sta împreună cu Diane, cu care acum are o relație. Peter se uită furios după ei, declarându-le război în timp ce pleacă.

## Distribuție
- Robert De Niro – Ed Marino, bunicul matern al lui Peter, Mia și Jenny și tatăl lui Sally. În carte, personajul se numește Jack.
- Uma Thurman – Sally Marino-Decker, fiica lui Ed, Mia, mama lui Peter și Jenny și soția lui Arthur
- Rob Riggle⁠(d) – Arthur Decker, tatăl lui Peter, Mia și Jenny și soțul lui Sally
- Oakes Fegley⁠(d) – Peter Decker, nepotul lui Ed, fiul lui Sally și Arthur și fratele Miei și Jenny. În carte, numele de familie este Stokes.
- Laura Marano – Mia Decker, nepoata mai mare a lui Ed, fiica lui Arthur și Sally și sora mai mare a lui Peter și Jenny
- Christopher Walken – Jerry, unul dintre cei doi prieteni ai lui Ed
- Cheech Marin⁠(d) – Danny, unul dintre cei doi prieteni ai lui Ed
- Jane Seymour – Diane, care se împrietenește cu Ed, Jerry și Danny
- Juliocesar Chavez – Billy, unul dintre prietenii lui Peter
- Isaac Kragten⁠(d) – Steve, unul dintre prietenii lui Peter
- T.J. McGibbon – Emma, unul dintre prietenii lui Peter
- Poppy Gagnon – Jenny Decker, nepoata mai mică a lui Ed, fiica lui Arthur și Sally și sora mai mică a Miei și Peter
- Lydia Styslinger – Lisa, sora mai mare a lui Steve
- Colin Ford⁠(d) – Russell, iubitul Miei
- Joe Gelchion – Chuck, șoferul de Lyft⁠(d) al lui Ed, despre care Ed spune că este fratele său pentru a ieși din spital
- Faizon Love – David, managerul magazinului alimentar de la începutul filmului
- Rutanya Alda⁠(d) – Lynn Marino
- Kendrick Cross⁠(d) – ajustator de asigurări
- Drew Scheid – „monstrul” / bătăușul din clasa a VIII-a

## Producție
Filmul a fost adaptat după romanul cu același nume al lui Robert Kimmel Smith. În 2013, Tre, fiul de opt ani al producătorului Marvin și al Rosei Peart, le-a atras atenția în privința cărții. După achiziționarea drepturilor, filmarea principală a început la 2 mai 2017, în Atlanta, Georgia, timp de 12 săptămâni.

## Lansare
Un tataie de coșmar a fost programat inițial să fie lansat de compania Dimension Films (deținută de The Weinstein Company⁠(d)) la 21 aprilie 2017, dar premiera a fost ulterior amânată la 20 octombrie 2017, din cauza schimbărilor principale privind locul filmărilor. În august 2017, filmul a fost din nou amânat, de data aceasta până la 23 februarie 2018.
În ianuarie 2018, cu mai puțin de o lună înainte de lansarea planificată, premiera a fost din nou amânată.
În martie 2018, s-a anunțat că The Weinstein Company nu va mai distribui filmul, iar drepturile sale au fost revendicate de producători pentru 2,5 milioane de dolari.
În iunie 2020, 101 și Brookdale Studios au achiziționat drepturile de distribuție ale filmului și au stabilit data de lansare la 18 septembrie 2020; a fost ulterior amânată la 9 octombrie. Studiourile au cheltuit aproximativ 24 de milioane de dolari pentru a promova filmul.

## Recepție

### Box office
Un tataie de coșmar a încasat 21,3 milioane de dolari americani în Statele Unite ale Americii și Canada și 22,1 milioane de dolari americani în alte teritorii, cu un total global de 43,4 milioane de dolari americani.
În SUA, filmul a câștigat 1,1 milioane de dolari americani în 2.250 de cinematografe în prima sa zi de lansare. A continuat să încaseze la premiera sa 3,6 milioane de dolari, devenind primul film care a depășit Tenet la box office.
În al doilea weekend, filmul a încasat 2,5 milioane de dolari americani, fiind pe locul al doilea după Un hoț cinstit și apoi a câștigat 1,9 milioane de dolari americani în al treilea weekend și 1,1 milioane de dolari americani în a patra săptămână.
După șase săptămâni, filmul a încasat 15,5 milioane de dolari pe plan intern, cei din industrie estimând că filmul ar putea ajunge la 20 de milioane de dolari. Până la mijlocul lunii februarie 2021, în cea de-a 20-a săptămână de lansare, filmul rula încă în 653 de cinematografe și a încasat 224.000 de dolari, pentru un total de 20,3 milioane de dolari americani.

### Răspuns critic
Pe agregatorul de recenzii Rotten Tomatoes, filmul are un rating de aprobare de 29% pe baza a 120 de recenzii, cu un rating mediu de 4.4/10. Consensul criticilor site-ului spune: „Amuzant, dar în mare parte greșit, Un tataie de coșmar va provoca publicului câteva chicoteli – și multe întrebări despre la ce s-a gândit această distribuție talentată”.
Pe Metacritic, are un scor mediu ponderat de 34 din 100, bazat pe 23 de critici, indicând „recenzii în general nefavorabile”.
Publicul chestionat de CinemaScore a acordat filmului o notă medie de „B+” pe o scară de la „A+” la „F”.
Pe RogerEbert.com⁠(d), Christy Lemire⁠(d) a acordat filmului o stea din patru, numindu-l „o comedie tensionată” cu o distribuție „sălbatic supracalificată”.
Jude Dry de la IndieWire⁠(d) a dat filmului nota „D+” și a scris: „... distribuția ucigașă este irosită cu un scenariu complet nebunesc despre un copil răsfățat care decide în mod inexplicabil că-și urăște bunicul foarte drăguț pentru că s-a mutat în camera lui. Bazat pe populara carte pentru copii a lui Robert Kimmel Smith, Un tataie de coșmar este un amestec lent de umor slapstick care abia se leagă de intriga sa ilogic motivată”.
Peter Travers⁠(d), într-o recenzie a filmului pentru ABC News⁠(d), a scris: „Este o alegere individuală dacă să riști sau nu să duci copii în cinematografe pentru a vedea Un tataie de coșmar... Dar dacă faci acest pas și îți menții așteptările scăzute, poți face mai rău decât să-l privești pe De Niro și compania cum își scutură prostiile.”

## Posibilă continuare
În noiembrie 2020, producătorii Marvin și Rosa Peart și-au anunțat intenția pentru o continuare, intitulată The World War with Grandpa (Război mondial cu bunicul), care a fost anunțat subtil de scena finală a filmului.
În 2023, nu existau informații suplimentare cu privire la o continuare.